# Zand (Gemert-Bakel)
Zand is een buurtschap in de gemeente Gemert-Bakel in de Nederlandse provincie Noord-Brabant. Het ligt een halve kilometer ten noordoosten van het dorp Bakel. Zand is ook een straatnaam in deze buurtschap.
Dorpen: Bakel · De Mortel · De Rips · Elsendorp · Gemert · Handel · Milheeze

Buurtschappen: Bakelsebrug · Bankert · Benthem · Deelse Kampen · De Klef · De Wind · Doonheide · Esdonk · Esp · Geneneind · Grotel · Heidveld · Hilakker · Hoeven · Hoogen-Aarle · Kaweide · Kivitsbraak · Koks · Kuundert · Mathijseind · Milschot · Muizenhol · Neerstraat · Nuijeneind · Overschot · Pandelaar · Pandelaarse Kampen · Ravensgat · Ren · Rootvlaas · Scheepstal · Schouw · Schutsboom · Speurgt · Tereyken · Verreheide · Vossenberg · Wolfsbosch · Zaarvlaas · Zand

Voormalige buurtschappen: Boekent

Noord-Brabant: Steden en dorpen      Nederland: Provincies · Gemeenten